# Bute House

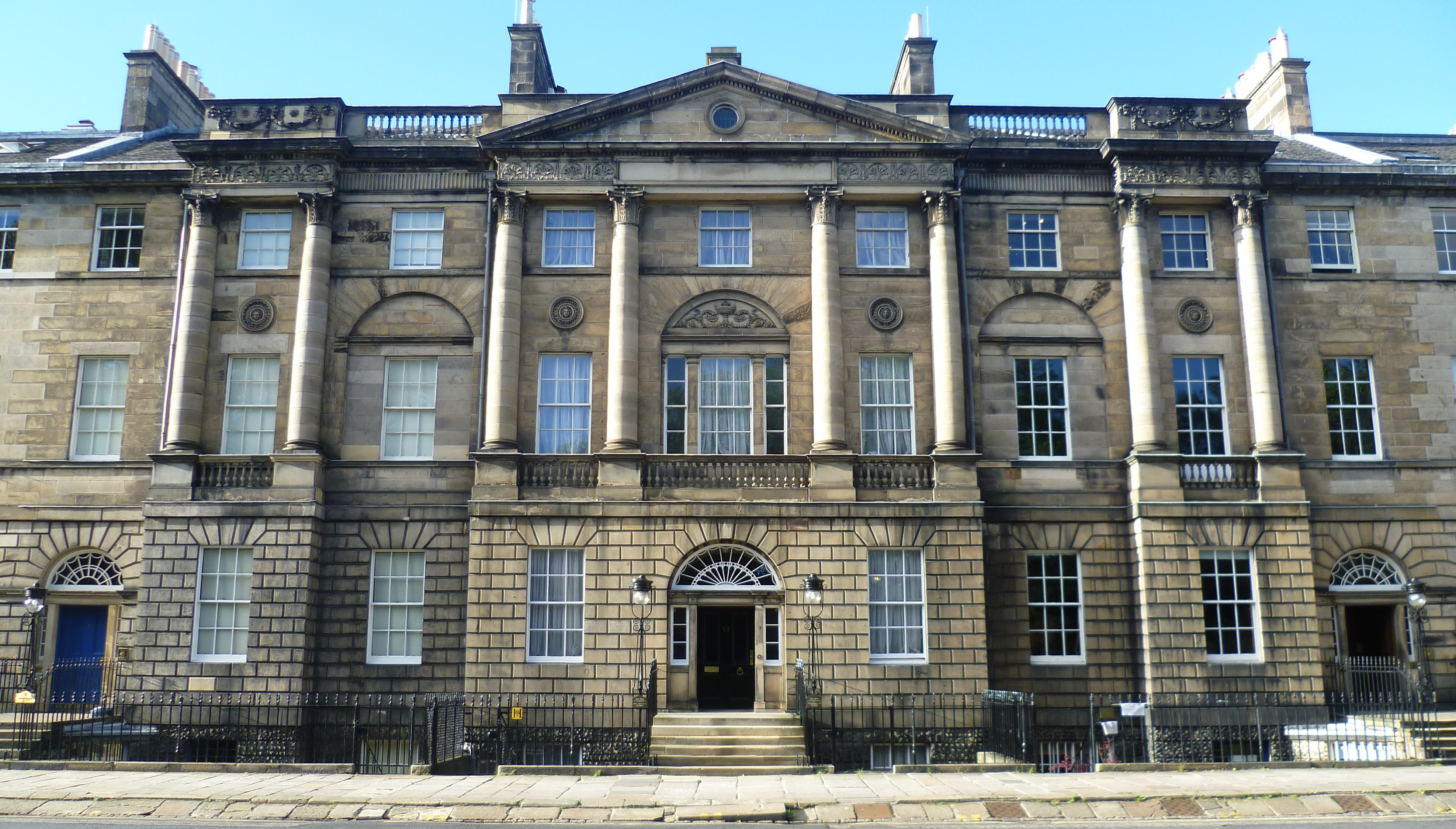
Fassade von Bute House

Bute House (Scots  Bute Hoose, schottisch-gälisch Taigh Bhòid) ist ein Stadtpalais in der schottischen Hauptstadt Edinburgh. Das zur Kategorie A gehörende denkmalgeschützte Gebäude ist seit 1999 offizieller Amtssitz des Ersten Ministers von Schottland.

## Lage
Das Gebäude ist das mittlere Haus einer Häuserzeile an der Nordseite des Charlotte Square, einem rechteckigen Platz in der im 18. Jahrhundert planmäßig angelegten New Town von Edinburgh. Bute House, das Haus Charlotte Square No 6, grenzt an das Georgian House No 7, das als Museum vom National Trust for Scotland genutzt wird.

## Geschichte
1791 beauftragten der Lord Provost und das City of Edinburgh Council Robert Adam, den damaligen führenden schottischen Architekten, mit der Anlage des Charlotte Square als einen der zentralen Plätze der New Town. Adam starb jedoch bereits 1792, so dass er den Bau nicht mehr selbst ausführen konnte.
Das Grundstück des Hauses wurde 1790 für 290 Pfund vom Schuhmacher Orlando Heart erworben. Die Gebäude an der Nordseite des Platzes waren die ersten Gebäude, die um den Platz errichtet wurden. 1806 kaufte der Politiker John Sinclair das Haus für 2950 Pfund. Er verkaufte es 1816, und im 19. Jahrhundert wechselte das Haus weiter mehrfach den Besitzer, ehe 1903 der 4. Marquess of Bute begann, die Häuser an der Nordseite des Charlotte Square aufzukaufen. Er erwarb zuerst Haus No 5 und später auch die Nummern 6,7 und 8. Der architekturbegeisterte Bute ließ die Häuserzeile ab 1923 durch den Architekten Balfour Paul wieder im Stil des späten 18. Jahrhunderts restaurieren. Ab 1930 diente No 6 als Stadthaus des Marquess of Bute, wodurch es seinen heutigen Namen erhielt. 1966 übergab der 6. Marquess of Bute das Haus zusammen mit den angrenzenden Häusern No 5 und 7 zur Begleichung von Erbschaftssteuern an den National Trust for Scotland. Das Bute House wurde als Amtssitz des Secretary of State for Scotland genutzt, blieb aber im Eigentum des National Trust for Scotland. Nach der Schaffung des Amtes des Ersten Ministers dient Bute House seit 1999 als dessen Amtssitz.
Von April bis September 2023 wird Bute House geschlossen, um eine umfangreiche Sanierung durchzuführen.

## Äußeres
Die Häuserzeile an der Nordseite von Charlotte Square gehören zu den schönsten Beispielen des georgianischen Stils in Edinburgh. Die vier einzelnen Häuser besitzen eine einheitliche, palastartige Fassade. Das in der Mitte gelegene Bute House hebt sich durch einen Mittelrisalit mit vier Pilastern und Dreiecksgiebel sowie zwei Seitenrisaliten mit je zwei Pilastern und einer Dachbrüstung von den angrenzenden schlichteren Häusern ab. Das dreigeschossige Gebäude besitzt über dem Kellergeschoss ein rustifiziertes Erdgeschoss, zu dessen Eingangstür eine Freitreppe führt. Das darüberliegende Piano nobile wird durch ein venezianisches Fenster betont. Über dem Piano Nobile befindet sich ein niedriges Mezzaningeschoss.

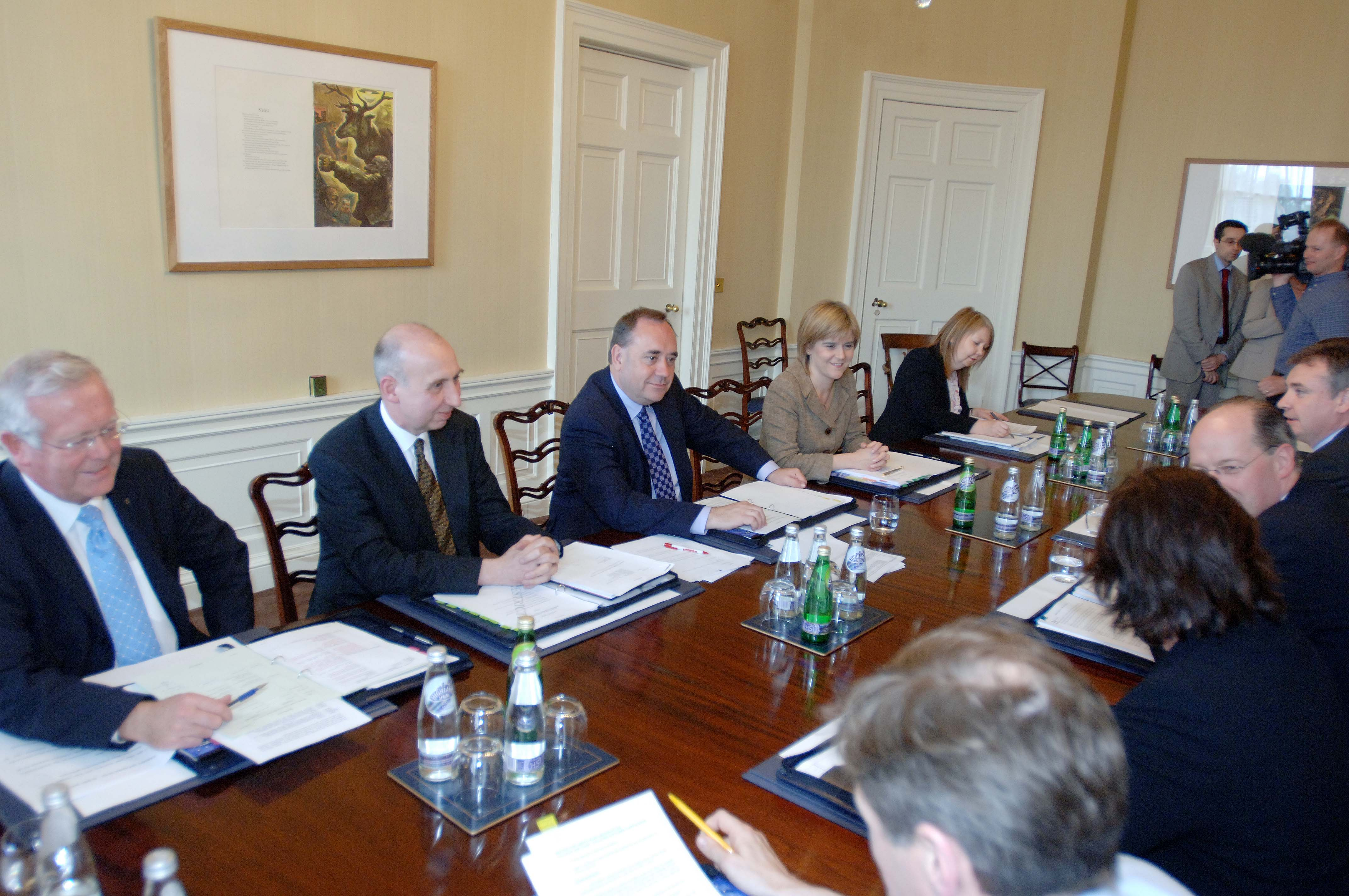
Sitzung des schottischen Kabinetts in Bute House, 2007

## Inneres
Im Inneren sind die Eingangshalle, der Drawing Room und das Speisezimmer als Repräsentationsräume im georgianischen Stil eingerichtet. Die Räume besitzen noch Stuckdecken aus der Erbauungszeit, die Möbel aus dem späten 18. Jahrhundert stellte der National Trust. Im Drawing Room befindet sich ein von Allan Ramsay gemaltes lebensgroßes Porträt des 3. Earl of Bute, der als erster Schotte im 18. Jahrhundert britischer Premierminister war.